# Possessed

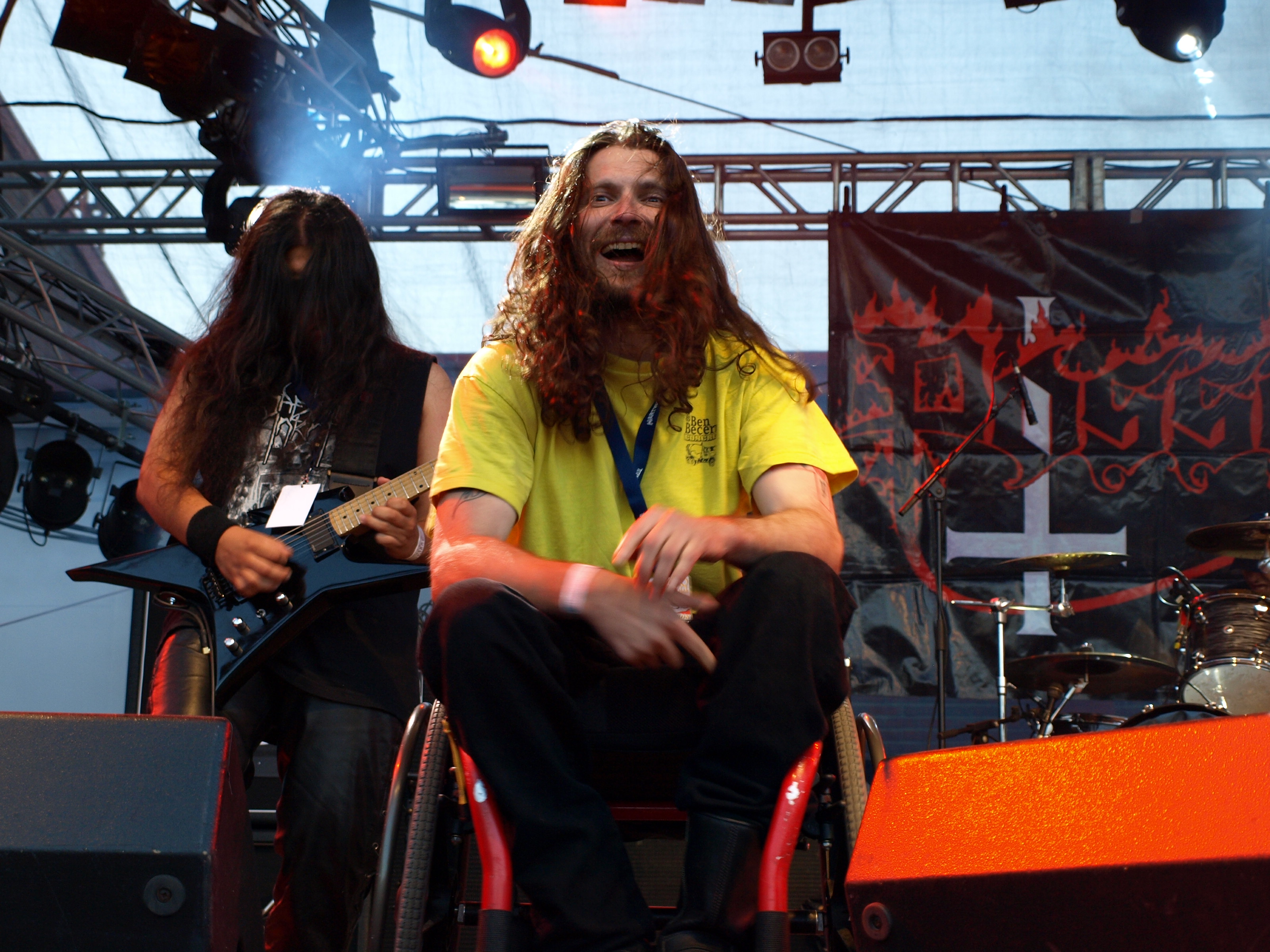
Jeff Becerra în 2008 la Jalometalli

Possessed este o formație de death/thrash metal fondată în anul 1983 în zona metropolitană cunoscută ca San Francisco Bay Area din statul California, Statele Unite ale Americii.

## Scurt istoric
Originea formației se găsește în formarea unui cvartet muzical de către chitaristul Mike Torrao din San Pablo și bateristul Mike Sus din El Sobrante (ambele localități din statul California), care și-au unit forțele cu solistul vocal Barry Fisk și basistul Jeff Andrews pentru a forma o "formație de garaj," căreia i-au dat numele de Possessed.
Un tragic eveniment a urmat curând, Barry Fisk s-a sinucis. Basistul Jeff Andrews a părăsit trupa nou formată pentru a nu se mai întoarce niciodată.  Curând, celor doi rămași, li s-a alăturat Jeff Becerra (care a revitalizat formația în anul 2007) și Brian Montana.

## Albume muzicale

### Albume
| An   | Title                   | Casă de discuri   |
| ---- | ----------------------- | ----------------- |
| 1985 | Seven Churches          | Relativity/Combat |
| 1986 | Beyond the Gates        | Relativity/Combat |
| 2019 | Revelations of Oblivion | Nuclear Blast     |

### Compilații
| Data lansării | Titlu            | Casă de discuri                   |
| ------------- | ---------------- | --------------------------------- |
| 1992          | Victims of Death | Relativity Records/Combat Records |
| 2003          | Resurrection     | Agonia Records                    |
| 2006          | Ashes from Hell  | Boneless records                  |

### Demos/EP
| Data lansării | Titlu                   | Casă de discuri |
| ------------- | ----------------------- | --------------- |
| 1984          | Death Metal             | Independent     |
| 1987          | The Eyes of Horror (EP) | Combat          |
| 1991          | 1991 Demo               |                 |
| 1992          | 1993 Demo               |                 |

### Video-uri muzicale
| Data lansării | Titlu            | Casă de discuri                   |
| ------------- | ---------------- | --------------------------------- |
| 1986          | Beyond The Gates | Relativity Records/Combat Records |

## Membri

### Membri actuali
- Jeff Becerra - voce (1983 – 1987, 2007 – prezent), chitară bas (1983 – 1987)
- Emilio Marquez - baterie (2007 – prezent)
- Kelly Mclauchlin  - chitară (2011 – prezent)
- Daniel Gonzalez - chitară (2011 – prezent)
- Robert Cardenas - chitară bas (2012 - prezent)

### Foști membri

#### Membri fondatori
- Barry Fisk - voce (decedat în 1983 prin sinucidere)
- Jeff Andrews - chitară bas, plecat în 1983 după sinuciderea prietenului său Barry Fisk
- Mike Sus - baterie (1983 – 1987)
- Mike Torrao - chitară (1983 – 1987, 1990 – 1993), voce (1990 – 1993)

#### Alți membri
- Brian Montana - chitară (1983 – 1984)
- Larry LaLonde - chitară (1984 – 1987)
- Colin Carmichael - percuție (1990)
- Duane Connley - chitară (1990)
- Dave Alex Couch - chitară (1990)
- Chris Stolle - baterie (1990)
- Bob Yost - chitară bas (1990 – 1992)
- Walter Ryan - baterie (1991 – 1993)
- Mark Strausburg - chitară (1991 – 1993)
- Mike Hollman - chitară (1993)
- Paul Perry - chitară bas (1993)
- Bay Cortez - chitară bas (2007 – 2010)
- Rick Cortez - chitară (2007 – 2010)
- Ernesto Bueno - chitară (2007 – 2010)
- Vanik Vartanian - percuție (2008 – 2009)
- Tony Campos - chitară bas (2011 – 2012)